# Antennarius avalonis
Antennarius avalonis är en fiskart som beskrevs av Jordan och Starks, 1907. Antennarius avalonis ingår i släktet Antennarius och familjen Antennariidae. IUCN kategoriserar arten globalt som livskraftig. Inga underarter finns listade i Catalogue of Life.